# Eller (Kwajalein)
Eller (auch: Elleb Island, Ellep, Erreppu, Erreppu-tō) ist eine Insel des Kwajalein-Atolls in der Ralik-Kette im ozeanischen Staat der Marshallinseln (RMI).

## Geographie
Das  Motu liegt im südlichen Saum des Atolls, an einem Scheitelpunkt, wo der Riffsaum aus ost-westlicher Richtung in südöstliche Richtung umbiegt. Die nächste Insel im Süden ist Legan. Die Insel liegt zwischen dem Ambo Channel und der Eller Passage. Weiter westlich liegt die Insel Ennugenliggelap.

## Klima
Das Klima ist tropisch heiß, wird jedoch von ständig wehenden Winden gemäßigt. Ebenso wie die anderen Orte der Kwajalein-Gruppe wird Eller gelegentlich von Zyklonen heimgesucht.